# Пітер Геєр
Отець Пітер Геєр (англ. Peter Heier; 16 вересня 1895, Клайнлібенталь — 24 березня 1982, Конісес) — римо-католицький священник міста Гаг, Північна Дакота, США.

## Біографія
Пітер Геєр народився в Клайнлібенталі Херсонської губернії (нині — Малодолинське Одеської области) в сім'ї Джорджа Геєра та Магдалини Вольф. Родина майбутнього священника іммігрувала до Сполучених Штатів Америки та оселилася в Північній Дакоті. Пітер навчався на священнослужителя й був дислокований у Гагу, штат Північна Дакота, де також працював екзорцистом. Пітер Геєр служив місіонером Божественного Слова в Китаї, де він був призначений відповідальним за відомий випадок одержимості демонами в 1926 році та знову в 1929 році, що стосувався китаянки, на ім'я Лаутьєн, у провінції Хенань. У 1928 році справа була надрукована у брошурі під назвою «Геть Сатану!» отцем Целестином Капснером. Пітер Геєр помер у Конісесі, штат Нью-Йорк.